# Lepényes
Névváltozatok: golyó (Nagy Iván VI. 130.)

Rövidítések:

A heraldikában lepényesnek mondják a pajzsban elhelyezett korongot, melynek borítása szín. A mező borításának a színtörvény következtében ezért fémnek kell lennie. A lepényes teljesen beboríthatja a pajzsot és lehet más címerábrákkal is díszítve. A magyar heraldikában a lepényes ritkán fordul elő, Nyugat-Európában viszont rendkívül gyakori.
A korong egyik fele lehet szín, a másik pedig fém is. Ilyenkor a neve lepényes bizánci (franciául tourteau-besant vagy ellentétes módon besant-tourteau). Az osztóvonal típusa és iránya eltérő lehet. Ilyenkor nem szükséges betartani a színtörvényt. Mindenféle színű korongnak külön francia és angol neve van. Ha a korong többszínű vagy más címerábrával díszített, angolul a roundle (néha a rundle, ronde) nevet használják rá. Ez lehet hermelin, evet, színváltó, hullámosan pólyázott (en: barry-wavy), melynek neve szökőkút (fr-en: fountain), stb. A francia heraldikában mindenféle korongot lepényesnek (fr: torteau) neveznek, beleértve az arany- és az ezüstkorongokat. A torteau, mely már a régi címertekercsekben is előfordul, kis tortát vagy süteményt jelent, mely a régi heraldikusok szerint a szent áldozást jelképezi. A lepényesre a gâteau (en: gastel) kifejezést is használták és a régi címertekercsekben mindkét fogalom szerepelt a fémkorongokra is. A lepényesekkel beszórt pajzsot lepényezettnek (fr: tortillan, ten: tortilly) is lehet nevezni.